# Ludzie za mgłą
Ludzie za mgłą (fr. Le quai des brumes) – film francuski w reżyserii  Marcela Carné zrealizowany w 1938 roku.
Jest adaptacją powieści Pierre'a Mac Orlana Le Quai des brumes opublikowanej w roku 1927. Najwybitniejsze dzieło realizmu poetyckiego. Z głęboką melancholią namalowane jednoczesne pragnienie ucieczki i niemożność wyjazdu, nieuchronność losu. Przejmująca muzyka wspaniale podkreśla nostalgiczny klimat filmu.

## Opis fabuły
Jean (Jean Gabin), dezerter z armii kolonialnej, przybywa do Hawru, by uciec z  Francji. Trafia do bistro należącego do Panamy, od początku przyjaznego mu oryginała. Spędza tam noc i poznaje Nelly (Michèle Morgan) – młodą, melancholijną dziewczynę, sterroryzowaną przez swojego opiekuna Zabela (Michel Simon). Nelly podejrzewa Zabela o zabójstwo jej kochanka, Maurice'a. Kiedy podejrzenia okazują się słuszne i Nelly znajduje dowody zbrodni, zdesperowany Zabel rzuca się na nią. Jean trafia na scenę bójki i w obronie dziewczyny zabija Zabela. Paszport i pewna suma pieniędzy odziedziczone po dekadenckim malarzu-samobójcy poznanym u Panamy umożliwiają mu wstęp na pokład okrętu płynącego do Wenezueli. Przewrotny los dopada go jednak i kiedy wychodzi z domu Nelly zostaje zamordowany strzałem w plecy przez gangstera Lucjana (Pierre Brasseur), którego wcześniej publicznie ośmieszył.

## Obsada
- Jean Gabin: Jean, dezerter
- Michèle Morgan: Nelly, prostytutka
- Michel Simon: Zabel, sutener Nelly
- Pierre Brasseur: Lucien Le Gardier, szef bandy
- Édouard Delmont: Panama, właściciel knajpy
- Aimos: Quart-Vittel
- Robert Le Vigan: Michel Krauss, malarz
- René Génin: lekarz Mollet
- Marcel Pérès: kierowca ciężarówki
- Jenny Burnay: przyjaciółka Lucjana
- Roger Legris: chłopiec hotelowy
- Claude Walter: "Sierota"
- Raphaël: Dzidzio, drugi wspólnik
- Martial Rèbe: Klient
- Marcel Melrac
- Raymond Pélissier
- Léo Malet
- Gaby Wagner

## Nagrody
- Prix Louis-Delluc 1939
- Narodowe Grand Prix francuskiego kina 1939
- Prix Méliès Academii Filmowej (ex æquo Bestia ludzka Jeana Renoira)